# Bromus inermis
Pour les articles homonymes, voir Brome (homonymie).
Espèce
Bromus inermis (synonyme Bromopsis inermis), en français Brome inerme, Brome sans arêtes ou Brome de Hongrie, est une espèce de plantes monocotylédones de la famille des Poaceae, sous-famille des Pooideae, originaire des régions tempérées d'Eurasie et largement introduite en Amérique du Nord. C'est une plante herbacée vivace rhizomateuse, dont les tiges (chaumes) dressées peuvent atteindre 1 mètre de long. La plante est parfois cultivée comme plante fourragère ou pour lutter contre l'érosion des sols. L'espèce est considérée comme envahissante dans certaines régions d'Amérique du Nord. 

## Description

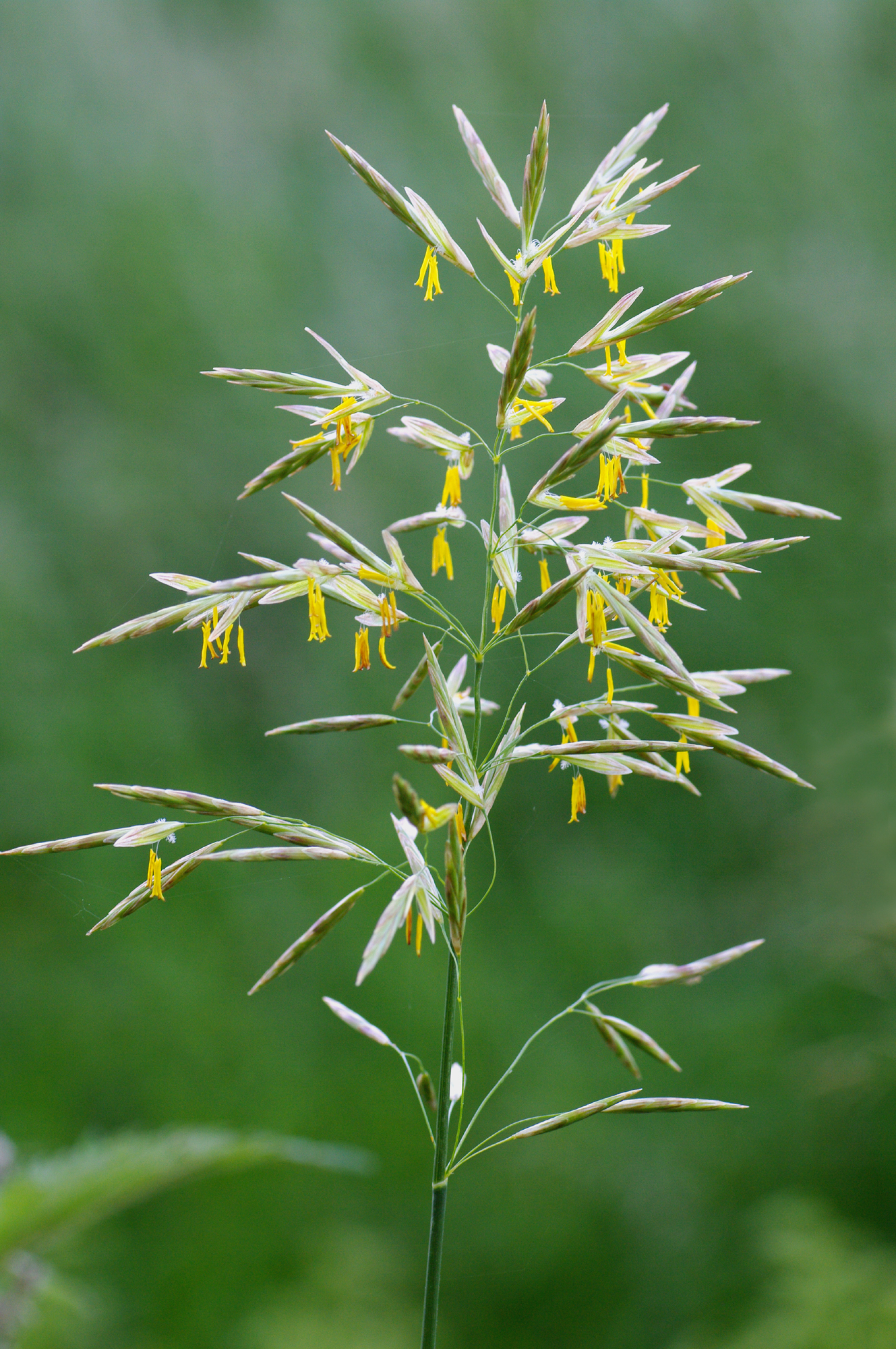
Inflorescence lors de l'anthèse.

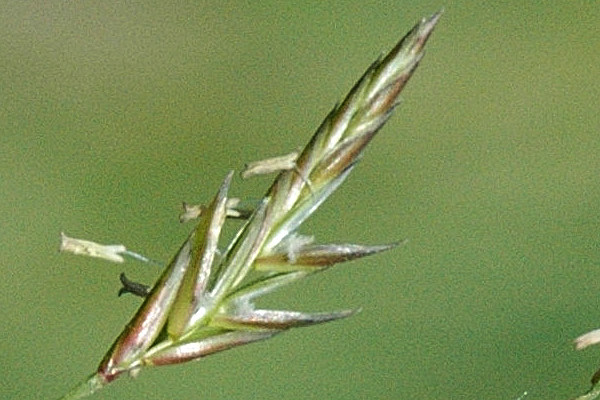
Épillet.

Le brome inerme est une plante herbacée vivace aux chaumes solitaires ou cespiteux et aux rhizomes allongés. Des gaines mortes fibreuses enveloppent la base des tiges. Les chaumes, de  30 à 100 cm de long, ont des entre-nœuds distalement pubescents. Les nœuds des chaumes sont glabres ou pubescents. La gaine est glabre ou pubérulente. La ligule est une membrane non ciliée. Le limbe foliaire, aux deux faces rugueuses, est très allongé, et mesure  de 10 à 35 cm de long sur  4 à 8 mm de large. 
L'inflorescence est une panicule ouverte ou contractée, ovale, de 10 à 15 cm de long sur 4 à 10 cm de large. Les ramifications primaires de la panicule sont elles-mêmes ramifiées et portent 1 à 2 épillets fertiles sur chaque branche inférieure.
Les épillets fertiles comptent  de 6 à 13 fleurons fertiles, ceux de l'apex étant réduits. Les épillets sont oblongs, comprimés latéralement, mesurant de 15 à 25 mm de long sur 3 à 5 mm de large. Ils se désarticulent à maturité sous chaque fleuron fertile. Le rachillet (axe de l'épillet) a des entre-nœuds pubescents.
Les épillets sont protégés par des glumes persistantes, plus courtes que l'épillet. La glume inférieure lancéolée, membraneuse, fait 6 à 9 mm de long, soit 75 % de la longueur de la glume supérieure.
La glume supérieure également lancéolée et membraneuse, à l'apex obtus , longue de 9 à 11 mm de long, est aussi longue que la lemme fertile adjacente.
Les fleurons sont sous-tendus par une lemme (glumelle) fertile oblongue, cartacée,  glabre ou pubescente, de  9–12 mm de long, de couleur vert moyen ou violette; sans quille; 5–7 - veiné. L'apex de la lemme est denté, bifide, mutique ou aristé. L'arête principale de la lemme subapicale mesure de 5 à 10 mm de long. Les fleurons apicaux, stériles, ressemblent aux fleurons fertiles mais sont sous-développés.
Les fleurons comptent 2 lodicules  membraneux, 3 anthères de 4 à 5,5 mm de long et un ovaire avec un appendice charnu au-dessus de l'insertion du style.
Le fruit est un caryopse au péricarpe adhérent, poilu à l'apex. Le hile est linéaire.

## Taxinomie
L'espèce Bromus inermis, a été décrite en premier par le botaniste allemand Friedrich Wilhelm von Leysser et publiée en 1761 dans Flora Halensis.

### Synonymes
Selon The Plant List (26 janvier 2021) :
- Bromopsis inermis (Leyss.) Holub [5]
- Bromus erectus Ledeb.
- Bromus glabrescens Honda
- Bromus inermis f. aristatus Drobow
- Bromus latifolius Kar. & Kir.
- Bromus pseudoinermis Schur
- Bromus reimannii (Asch. & Graebn.) Asch. & Graebn.
- Bromus tatewakii Honda
- Festuca inermis (Leyss.) DC.
- Festuca leysseri Moench
- Festuca poiformis Pers.
- Festuca rubra subsp. villosa (Mert. & W.D.J.Koch) S.L.Liou
- Festuca speciosa Schreb.
- Forasaccus inermis (Leyss.) Lunell
- Poa bromoides (Leyss.) Mérat
- Schedonorus inermis (Leyss.) P.Beauv.
- Schedonorus longifolius Trin. ex Steud.
- Zerna inermis (Leyss.) Lindm.

### Liste des variétés et sous-espèces
Selon Tropicos (26 janvier 2021) (Attention liste brute contenant possiblement des synonymes) :
- sous-espèces :
  - Bromus inermis subsp. australis Zherebina
  - Bromus inermis subsp. inermis
  - Bromus inermis subsp. pumpellianus (Scribn.) Wagnon
  - Bromus inermis subsp. reimannii Asch. & Graebn.

- variétés :
  - Bromus inermis var. arcticus (Shear ex Scribn. & Merr.) Wagnon
  - Bromus inermis var. aristatus Schur
  - Bromus inermis var. breviaristatus Zapal.
  - Bromus inermis var. ciliata (L.) Trautv.
  - Bromus inermis var. confinis (Nees) Stapf
  - Bromus inermis var. contractus Rohlena
  - Bromus inermis var. divaricatus Rohlena
  - Bromus inermis var. flexuosus Drobow
  - Bromus inermis var. grandiflora Rupr.
  - Bromus inermis var. hirsutus Čelak.
  - Bromus inermis var. hirtus Drobow
  - Bromus inermis var. inermis
  - Bromus inermis var. latifolia Podp.
  - Bromus inermis var. laxus (Hornem.) Griseb.
  - Bromus inermis var. macrostachys Podp.
  - Bromus inermis var. magnificus Podp.
  - Bromus inermis var. malzevii Drobow
  - Bromus inermis var. pellitus Beck
  - Bromus inermis var. pilosus Freyn
  - Bromus inermis var. podolicus Zapal.
  - Bromus inermis var. purpurascens (Hook.) Wagnon
  - Bromus inermis var. reimanni Asch. & Graebn.
  - Bromus inermis var. reimannii (Asch. & Graebn.) Soó
  - Bromus inermis var. sibiricus (Drobow) Krylov
  - Bromus inermis var. subulatus Trin. ex Rupr.
  - Bromus inermis var. tweedyi (Scribn. ex Beal) C.L. Hitchc.
  - Bromus inermis var. villosus (Mert. & Koch) Beck